# هیتومی کوبایاشی
هیتومی کوبایاشی (انگلیسی: Hitomi Kobayashi؛ زاده ۲ سپتامبر ۱۹۶۳) یک بازیگر پورنوگرافی اهل ژاپن است.